# 여성주의 미술

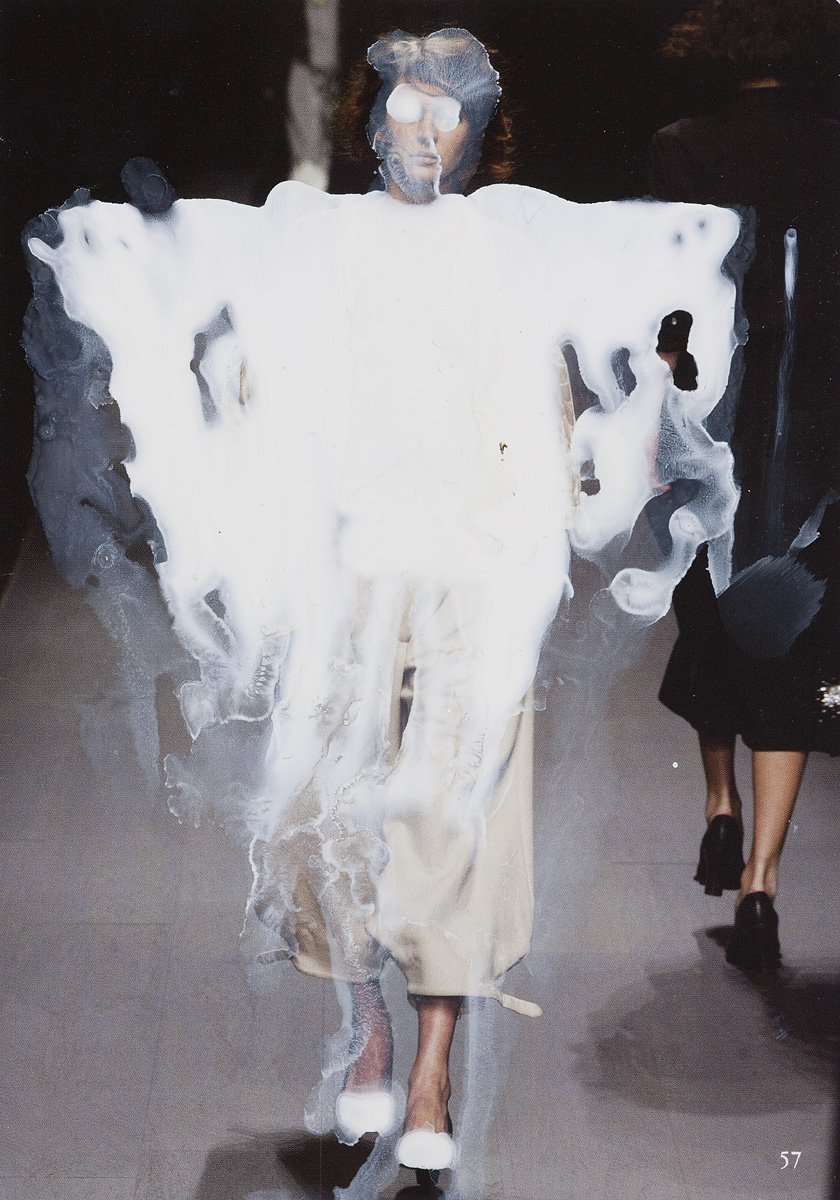
메리 쉐피시, 《뷰티 인터럽티드》(Beauty Interrupted), 2011년

여성주의 미술은 1960년대 말과 1970년대의 여성주의 운동(feminist movement)과 연결된다. 여성주의 미술은 여성과 그 외의 젠더 정체성이 삶 속에서 경험하는 사회적, 정치적 차이를 강조한다. 여성주의 시각을 통하여 관객과 작품의 대화를 이끌어내기 위하여 미술을 이용하여 미술사의 원리 뿐만 아니라 20세기 초반의 젠더 이상을 비판한다. 관객의 시각적 쾌락을 위하여 작품을 창작하기 보다는 여성주의가 지향하는 평등을 향한 변화를 고취하기 위하여 사회의 사회적, 정치적 표준에 관객이 의문을 제기하게 만드는 것을 목적으로 한다. 사용되는 매체는 회화와 같은 전통적인 미술 형식부터 행위 예술, 개념 예술, 바디 아트, 크래프티비즘(craftivism), 비디오, 영화와 같은 비전통적인 방식까지로 다양하다. 여성주의 미술은 뉴미디어와 새로운 관점의 혼합을 통하여 예술의 정의를 확장하는 혁신적인 동력으로서 기여하였다.

## 역사
역사적으로 여성 미술가들은 무명으로 잊혀져 왔다: 미켈란젤로나 다빈치에 비견할 만한 여성 작가는 없었다. 1971년에 발표된 논문 「왜 위대한 여성 미술가는 없는가」에서 린다 노클린(Linda Nochlin)은 그 이유가 "우리의 별자리나 호르몬, 월경주기, 혹은 내적 공허 때문이 아니라 우리 사회의 제도와 교육" 때문이라고 말한다. 역사적으로 여성들이 떠맡아온 돌봄제공자로서의 역할로 인해 대부분의 여성은 예술을 창작하는데 전념할 시간이 없었다. 게다가 여성들은 미술학교에 입학하는데 상당히 제약을 받았고, 부도덕하하다는 이유로 누드화 수업에 들어갈 수 없었다. 그로 인해, 여성 미술가들은 대게 아버지나 삼촌에게 미술을 배워 여가로 삼는 부유층들이 많았으며, 이들은 정물화, 풍경화, 또는 초상화를 그렸다. 
여성주의 미술을 정의하는 것은 논쟁의 소지가 있다. 페미니스트가 만든 미술은 모두 여성주의 미술인가? 여성주의자가 아닌 사람이 만든 작품은 여성주의 미술일 수 있는가? 1980년에 루시 리파드(Lucy R. Lippard)는 여성주의 미술은 "하나의 양식이나 운동이 아니라 가치 체계, 혁명적인 전략, 삶의 방식이다"라고 했다. 

## 같이 보기
- 포스트모던 여성주의